# Lieskau (Salzatal)

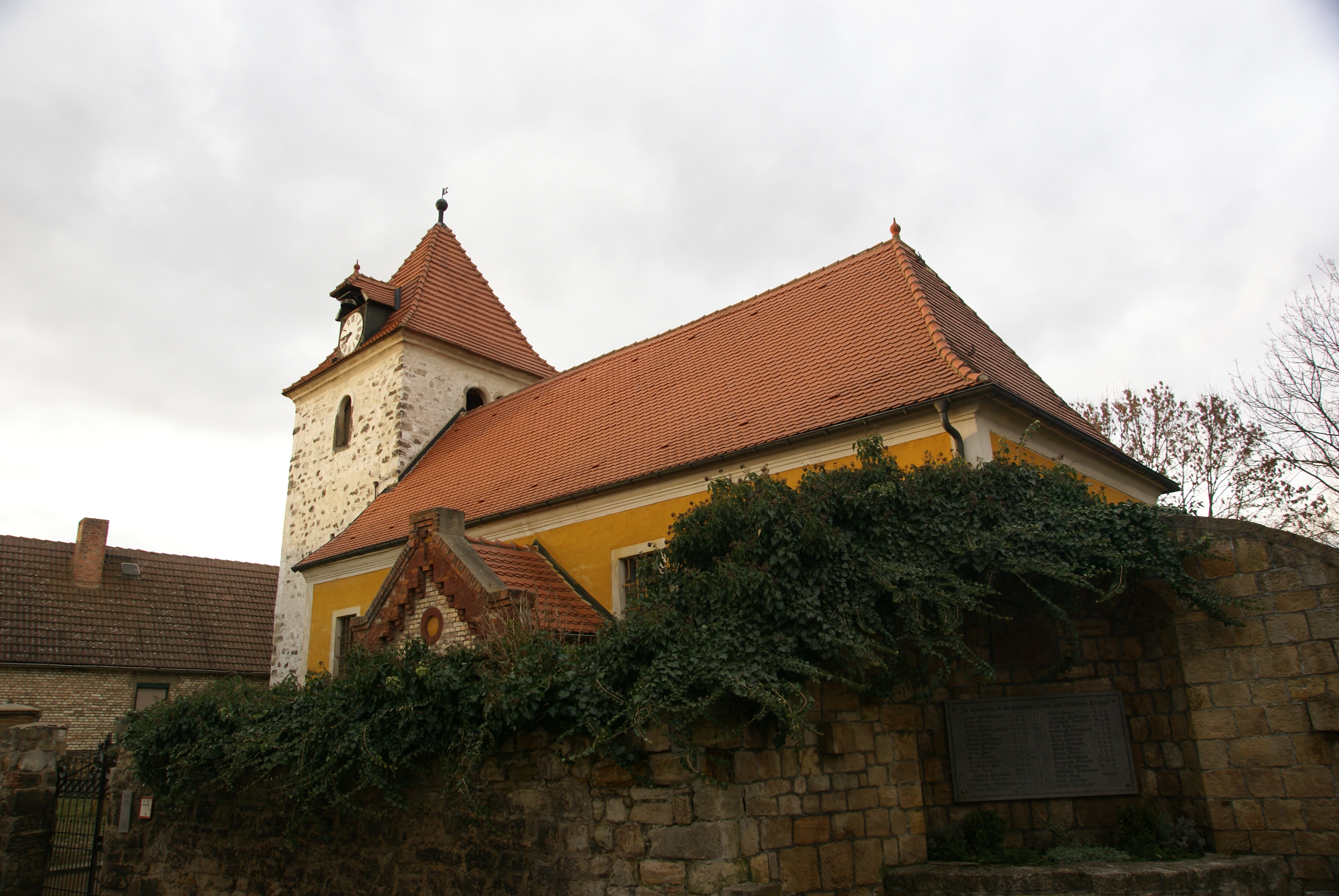
Die Dorfkirche von Lieskau

Lieskau ist eine Ortschaft der Einheitsgemeinde Salzatal im Saalekreis in Sachsen-Anhalt (Deutschland).

## Geografie
Lieskau liegt circa vier Kilometer westlich von Halle (Saale) und grenzt an den Stadtteil Halle-Dölau sowie die Dölauer Heide.

## Geschichte
Im Jahr 1182 wurde das Dorf als Lezcowe in einer Schenkungsurkunde an das Kloster Neuwerk in Halle (Saale) erstmals urkundlich erwähnt. Die Siedlung befand sich ursprünglich weiter westlich und ist slawischen Ursprungs. In Lieskau wurde schon im 14. Jahrhundert Braunkohle gefördert.
Lieskau lag an der Grenze zur Grafschaft Mansfeld und gehörte zum Amt Giebichenstein im Saalkreis des Erzstifts Magdeburg. 1680 kam der Ort mit dem Saalkreis zum Herzogtum Magdeburg unter brandenburg-preußischer Herrschaft. Mit dem Frieden von Tilsit wurde Lieskau im Jahr 1807 dem Königreich Westphalen angegliedert und dem Distrikt Halle im Departement der Saale zugeordnet. Der Ort kam zum Kanton Halle-Land. Nach der Niederlage Napoleons und dem Ende des Königreichs Westphalen befreiten die verbündeten Gegner Napoleons Anfang Oktober 1813 den Saalkreis. Bei der politischen Neuordnung nach dem Wiener Kongress 1815 wurde Lieskau im Jahr 1816 dem Regierungsbezirk Merseburg der preußischen Provinz Sachsen angeschlossen und dem Saalkreis zugeordnet.
Nach der Wende wurde in Lieskau ein großes Wohngebiet gebaut, in das bis 1998 über 1200 Menschen zogen.
Bis zur Neubildung der Einheitsgemeinde Salzatal am 1. Januar 2010 war Lieskau eine selbständige Gemeinde in der Verwaltungsgemeinschaft Westlicher Saalkreis mit dem zugehörigen Ortsteil Waldheil. Seit 2024 ist Ronny Klostermann Bürgermeister.

## Religion
Die Dorfkirche Lieskau ist seit der Reformation lutherisch; die evangelische Kirchengemeinde gehört zum Kirchspiel Dölau-Lieskau im Kirchenkreis Halle-Saalkreis der Evangelischen Kirche in Mitteldeutschland. Auf katholischer Seite ist der Ort der Pfarrei Carl Lampert mit Sitz in Halle (Saale), Bistum Magdeburg, zugeordnet, deren nächste Filialkirche Maria Königin des Friedens in Halle-Dölau ist.

## Wappen
Blasonierung: „Gespalten von Grün und Silber; vorn eine entwurzelte silberne Eiche mit sechs Blättern und fünf goldenen Früchten, hinten eine entwurzelte grüne Eiche mit sechs Blättern und fünf roten Früchten.“

## Kultur und Sehenswürdigkeiten

### Bauwerke
Die Kirche in Lieskau wurde wahrscheinlich in der zweiten Hälfte des 12. Jahrhunderts erbaut. Das Gebäude erhielt erst 1696/97 einen Turm, der 1736 erhöht wurde. Bei einem Brand am 17. Februar 1734 brannte die Kirche ebenso ab, wie der größte Teil des Dorfes und musste erneuert werden. Mehrere Umbauten folgten.

### Gedenkstein
An der Straße von Lieskau nach Schiepzig findet sich der Gedenkstein, der an einen Mord, den in der Strafrechtswissenschaft berühmten Rose-Rosahl-Fall, erinnert.

## Verkehrsanbindung
Lieskau besaß einen Haltepunkt an der Halle-Hettstedter Eisenbahn, seit 1971 fuhren hier keine Bahnen mehr ab. Güterverkehr rollte auf der Strecke noch bis 1994, dann wurde sie ganz stillgelegt.
Der öffentliche Personennahverkehr wird unter anderem durch den PlusBus des Bahn-Bus-Landesnetz Sachsen-Anhalt erbracht. Folgende Busverbindungen, betrieben von dem Omnibusbetrieb Saalekreis, führen durch Lieskau:
- PlusBus Linie 380: Halle ↔ Lieskau ↔ Schiepzig ↔ Salzmünde ↔ Köllme ↔ Müllerdorf
- Bus Linie 381: Halle ↔ Lieskau
- RufBus Linie 382: Halle-Dölau ↔ Lieskau ↔ Lieskau-Waldheil

Zukünftig soll westlich der Gemeinde die A 143 verlaufen. Die nächste Anschlussstelle wird Salzmünde sein.

## Persönlichkeiten
- Felix Meier (* 20. August 1936 in Lieskau; † 16. Juli 2019 in Datteln), Politiker, Minister für Elektrotechnik und Elektronik der DDR